# Virus en plein vol
Virus en plein vol (Killing Moon) est un téléfilm canado-américain réalisé par John Bradshaw en 2000.

## Synopsis
Une mystérieuse maladie menace les passagers d'un avion.

## Fiche technique
- Scénario : Tony Johnston
- Durée : 95 minutes
- Pays : USA, Canada

## Distribution
- Kim Coates : Clayton Durrell
- Daniel Baldwin : Frank Conroy
- Penelope Ann Miller : Laura Chadwick
- Daniel Kash : Lieutenant David Thatcher
- Denis Akiyama (en) : Docteur Yamada
- Tracey Cook : Roberta
- Christopher Bolton : Peter Neely
- Natalie Radford : Teri Sands
- Mark Camacho : Tag Hunt
- Dave Nichols : Pilote
- Elias Zarou : Joseph Carter
- William B. Davis : Ed
- Diana Salvatore : Jaya Millay
- Matthew Godfrey : Adam Ward
- Katherine Trowell : Sharon Carter
- Audrey Lupke : Nancy
- Miranda Kwok : Pam, hôtesse de l'air
- Stewart Arnott : copilote
- Lawrence Bayne : Bill Hastings
- Bruce Beaton : Ron West